# Smalvingad blombock
Smalvingad blombock (Strangalia attenuata) är en skalbagge i familjen långhorningar. Den är 9 till 17 millimeter lång.